# Geyser - Anthology of the Icelandic Independent Music Scene of the Eighties
Geyser - Anthology Of The Icelandic Independent Music Scene Of The Eighties, lanzado en 1987 es una compilación de canciones donde aparecen bandas islandesas dentro de las cuales se encuentra KUKL, una banda que combinaba el rock, punk, jazz y música más experimental. En KUKL se encontraba la solista Björk.
Este álbum fue lanzado en formato de casete y LP.

## Lista de canciones
Lado A
1. Killer Boogie (02:47) - Intérprete: Þeyr – 1982
2. Excuse Me (03:40) - Intérprete: Purrkur Pillnikk – 1982
3. Svartur Gítar (02:50) - Intérprete: Bubbi & Das Kapital – 1984
4. Kondór (02:10) - Intérprete: Megas & Íkarus – 1984
5. Kjöt (04:17) - Intérprete: Vonbrigði – 1983
6. Glas (01:43) - Intérprete: Jonee Jonee – 1982

Lado B
1. Ad Astra (04:34) - Intérprete: HÖH – 1986
2. Greece (Just By The Book)/Man On The Cross (06:42) - Intérprete: KUKL – 1986
3. Citified (03:32) - Intérprete: Mickey Dean & De Vunderfoolz – 1986
4. Life (03:50) - Intérprete: Stanya – 1982
5. Edda (03:15) - Intérprete: Sveinbjörn Beinteinsson – 1982

NOTA: "Man On The Cross" es la misma canción que "Greece (Just By The Book)"